# من و بابی مک‌گی
«من و بابی مَک‌گی» (به انگلیسی: Me and Bobby McGee) ترانه‌ای است سرودهٔ کریس کریستوفرسون که اولین بار در سال ۱۹۶۹ توسط راجر میلر اجرا شده‌است. این ترانه در مورد دوست داشتن و از دست دادن است. «من و بابی مَک‌گی» ضمن تعریف کردن داستانی باورپذیر از یک سفر جاده‌ای، به این موضوع می‌پردازد که انتخاب‌های افراد در زندگی ممکن است تاوان سنگینی برای‌شان داشته باشد.
راجر میلر از اهالی تگزاس بود، ایالتی که خاستگاه سبک آوتلو کانتری بود و «من و بابی مَک‌گی» هم بسیاری از ویژگی‌های موسیقایی آن سبک را داشت. او پیش از این ترانه به‌خاطر آهنگ «پادشاه جاده» شهرت پیدا کرده‌بود؛ اثری که در سال ۱۹۶۵ شمارهٔ ۱ ترانه‌های داغ کانتری و شمارهٔ ۴ بیلبورد هات ۱۰۰ شده بود. اجرای میلر از «من و بابی مَک‌گی» هم با موفقیت روبه‌رو شد و ترانه تا ردهٔ دوازهم جدول پرفروش‌ترین ترانه‌های کانتری صعود کرد.
پس از میلر افراد بسیاری «من و بابی مَک‌گی» را بازخوانی کردند از جمله کنی راجرز (۱۹۶۹)، گوردن لایتفوت (۱۹۷۰) و خود کریستوفرسون در سال ۱۹۷۰. اما مشهورترین اجرای این قطعه، نسخه‌ای است که جنیس جاپلین در اواخر سال ۱۹۷۰ ضبط کرد و پس از مرگش در آلبوم مروارید منتشر شد. مجلهٔ رولینگ استون در سال ۲۰۰۳ و در انتخاب «۵۰۰ ترانهٔ برتر همهٔ زمان‌ها»، جایگاه ۱۴۸ فهرستش را به اجرای جاپلین از «من و بابی مَک‌گی» اختصاص داد. این نسخه در سال ۲۰۰۲ در تالار مشاهیر گرمی ثبت شد.

## نام و محتوا
بر خلاف تصور عموم، «بابی مک‌گی» مورد اشاره در این ترانه یک زن است. بودرو برایانت (ترانه‌سرا) و فرد فاستر (تهیه‌کنندهٔ موسیقی) زمانی هر دو در یک ساختمان دفتر کار داشتند. برایانت یک منشی خانم ۲۹ ساله به‌نام «باربارا مَک‌کی» داشت که «بابی» صدایش می‌کردند و یک‌روز که فاستر برای چهارمین یا پنجمین بار به دفتر آن‌ها رفت، برایانت به طعنه گفت که فکر می‌کند او فقط برای دیدن بابی به دفترشان می‌رود. پس از آن بود که فاستر ایدهٔ ساخت آهنگی به اسم «من و بابی مَک‌کی» به ذهنش رسید و به کریس کریستوفرسون سفارش داد با این عنوان ترانه‌ای بنویسد. اما کریستوفرسون «مَک‌کی» را «مَک‌گی» شنید و Bobbie را هم به Bobby تغییر داد.
کریستوفرسون در «من و بابی مَک‌گی» داستان غم‌انگیز زوجی را روایت می‌کند که پس از هم‌سفر شدن با یک راننده کامیون و گذر از ایالت‌های جنوبی آمریکا در کالیفرنیا از هم جدا می‌شوند. راوی با گفتن «حاضرم همهٔ فرداهایم را در برابر یک دیروزی که بابی را کنار خودم داشتم بدهم» تاسفش از این جدایی را ابراز می‌کند. در این ترانه شخصیت‌ها به خاطر آزادی شخصی‌شان با کمال میل رابطه‌شان را فدا می‌کنند. به‌نظر می‌رسد آن دو از زندگی چیزهایی می‌خواهند که با دلبستگی‌های دائمی جوانانه سازگار نیستند و گرچه احساسات‌شان را انکار نمی‌کنند اما به یک تعهد الزام‌آور یا مفهوم عاشقانهٔ ابدی اعتقادی ندارند.
کریستوفرسون در مصاحبه‌ای گفته که در این ترانه از فیلم جادهٔ فلینی تأثیر گرفته‌است. او می‌گوید: به دلایلی، من به آن فیلم و سکانسی فکر کردم که آنتونی کوئین با موتورسیکلت در حال گردش است و جولیتا ماسینا در نقش دختر خل‌وضع ترومبون‌نواز او را همراهی می‌کند. کوئین به جایی رسید که دیگر نتوانست ماسینا را تحمل کند و زمانی که دخترک خواب بود کنار جاده رهایش کرد. بعداً کوئین جایی زنی را می‌بیند که در حال رخت پهن کردن ملودی‌ای را می‌خواند که ماسینا روی ترومبون می‌نواخت. او می‌پرسد "آن آهنگ را کجا شنیدی؟" و زن پاسخ می‌دهد "از دختری که سال‌ها پیش در آن شهر پیدایش شده بود و هیچ‌کس نمی‌دانست از کجا آمده و آخرش هم مُرد". آن شب کوئین به یک بار می‌رود و در حالت مَستی با چند مرد درگیر می‌شود و سرانجام زیر آسمان پُرستارهٔ ساحل درهم می‌شکند و زار می‌زند. این حسی بود که من در پایان «بابی مَک‌گی» داشتم. شمشیر دولَبه‌ای که همان آزادی است. کوئین وقتی دخترک را رها کرد آزاد شد اما آن ماجرا او را نابود کرد. آن خط شعر که می‌گوید "آزادی" قطعاً نام دیگریست برای "چیزی برای از دست دادن باقی نمانده" از همین آمده‌است.

## نسخهٔ جنیس جاپلین
زمانی که جنیس جاپلین اجرای راجر میلر از «من و بابی مَک‌گی» را شنید به‌قدری از آن خوشش آمد که تصمیم گرفت نسخه‌ای از ترانه را ضبط کند. او دوبار این ترانه را ضبط کرد: اولین بار در ژوئن ۱۹۷۰ و دومین‌بار در ۲۵ سپتامبر همان سال که نسخهٔ دوم حدود ۳ ماه پس از مرگش در آلبوم مروارید منتشر شد. نسخهٔ جاپلین در زمان انتشارش در ایالات متحده برای ۲ هفته صدرنشین جدول ۱۰۰ تک‌آهنگ داغ بیلبورد بود.
کریستوفرسون پیش از مرگ جاپلین برای مدت کوتاهی با او در رابطه بود اما نه این ترانه را به‌نیت اجرا توسط او نوشته بود و نه حتی خبر داشت که جاپلین «من و بابی‌مَک‌گی» را ضبط کرده‌است. یک روز پس از مرگ جاپلین، تهیه‌کنندهٔ اثر او را به دفترش دعوت کرد و نسخهٔ جاپلین را برایش پخش کرد. کریستوفرسون پس از شنیدن نسخهٔ جاپلین به‌قدری متأثر شد که به گفتهٔ خودش «باقی روز را اشک‌ریزان در لس آنجلس قدم زد». او پس از بازگشت به نشویل با همکاری دانی فریتس قطعهٔ «گورنوشته (تاریک و غمگین)» را دربارهٔ جنیس جاپلین نوشت.
فاستر هم از کاور ترانه توسط جاپلین بی‌خبر بود تا اینکه با کلایو دیویس (رئیس وقت کمپانی کلمبیا) ملاقات کرد. به گفتهٔ فاستر با این‌که او یکی از طرفداران جنیس جاپلین بوده اما تصور نمی‌کرده که بتواند در سبک دیگری به‌جز هارد راک آواز بخواند.
به‌عقیدهٔ استیو هیوئی از آل‌میوزیک نسخهٔ جنیس جاپلین، نه فقط به‌خاطر شور و قدرتی که در اجرای اوست، بلکه به این دلیل که او تجسمی از شخصیتی است که در ترانه بابت از دست رفتنش ابراز تاسف می‌شود، به نسخهٔ اصلی «من و بابی‌مَک‌گی» تبدیل شد. هیوئی براین باور است که بسیاری از مردم زمانی که به جاپلین فکر می‌کنند، ناخودآگاه او را با خود بابی مَک‌گی مقایسه می‌کنند: شخصیتی وحشی، خانه‌به‌دوش، مهار نشدنی و در عین حال به‌یاد ماندنی. به همین دلیل است که «من و بابی‌مَک‌گی» پس از مرگ او این‌طور سر و صدا می‌کند و به گفتهٔ هیوئی «چنین حماسه‌ای را رقم می‌زند». ریچارد بل که پیانوهای آلبوم مروارید را برای جاپلین نواخت اجرای او در این قطعه را نشانگر بخش کوچکی از توانایی‌هایش در سبک‌های تگزاس بلوز و کانتری بلوز دانسته‌است.

## موقعیت در جدول‌های فروش

### جدول‌های هفتگی
نسخهٔ راجر میلر
| چارت موسیقی (۱۹۶۹)                  | بالاترین جایگاه |
| ----------------------------------- | --------------- |
| ترانه‌های داغ کانتری آمریکا          | ۱۲              |
| فوران‌کننده زیر ۱۰۰ آهنگ داغ آمریکا  | ۲۲              |
| تک‌آهنگ‌های کانتری مجلهٔ آرپی‌ام کانادا | ۳               |

نسخهٔ گوردن لایتفوت
| چارت موسیقی (۱۹۷۰)                  | بالاترین جایگاه |
| ----------------------------------- | --------------- |
| تک‌آهنگ‌های کانتری مجلهٔ آرپی‌ام کانادا | ۱               |
| تک‌آهنگ‌های مجلهٔ آرپی‌ام کانادا        | ۱۳              |
| اسپرینگ‌باک آفریقای جنوبی            | ۷               |

نسخهٔ جنیس جاپلین
| چارت موسیقی (۱۹۷۱)                 | بالاترین جایگاه |
| ---------------------------------- | --------------- |
| کنت میوزیک ریپورت استرالیا         | ۱               |
| تک‌آهنگ‌های مجلهٔ آرپی‌ام کانادا       | ۶               |
| نیوزیلند لیسنر                     | ۱۰              |
| بیلبورد هات ۱۰۰ آمریکا             | ۱               |
| ۱۰۰ ترانهٔ برتر مجلهٔ کرش‌باکس آمریکا | ۳               |

نسخهٔ جری لی لوئیس
| چارت موسیقی (۱۹۷۱–۱۹۷۲)             | بالاترین جایگاه |
| ----------------------------------- | --------------- |
| تک‌آهنگ‌های کانتری مجلهٔ آرپی‌ام کانادا | ۵۰              |
| بیلبورد هات ۱۰۰ آمریکا              | ۴۰              |
| ۱۰۰ ترانهٔ برتر مجلهٔ کرش‌باکس آمریکا  | ۶۳              |

## فهرستی از اجراهای ترانه
- ۱۹۶۹ - راجر میلر در آلبوم راجر میلر
- ۱۹۶۹ - روی کلارک در آلبوم روح همیشه محبوب روی کلارک. این نسخه با استفادهٔ زیاد از استرینگ در فضایی جدی سیر می‌کند اما با تکنوازی کازو تمام می‌شود.[۳۱]
- ۱۹۶۹ - استون‌مینز در آلبوم آغاز عصر استون‌مینز[۳۲]
- ۱۹۶۹ - کنی راجرز اند د فرست ادیشن در آلبوم روبی، عشقت را به شهر نبر[۳۳]
- ۱۹۷۰ - چارلی پراید در آلبوم چارلی کاملاً معمولی[۳۴]
- ۱۹۷۰ - رمبلین جک الیوت در آلبوم کیسه‌های تنباکوی بول دورام و قطعه‌های خط آهن[۳۵]
- ۱۹۷۰ - استتلر برادرز در آلبوم بستری از گل سرخ[۳۶]
- ۱۹۷۰ - گوردن لایتفوت در آلبوم بشین سر جات غریبه جوان[۳۷]
- ۱۹۷۰ - کریس کریستوفرسون در آلبوم کریستوفرسون. این آلبوم جایی در جدول‌های فروش موسیقی نداشت اما پس از مرگ جاپلین و معروف شدن ترانه، مانیومنت رکوردز با تغییر نام آلبوم به من و بابی مَک‌گی آن را دوباره منتشر کرد که این نسخه وارد جدول‌های فروش کانتری و پاپ شد و گواهی طلا دریافت کرد.[۳۸]
- ۱۹۷۰ - بیل هلی اند هیز کامتس
- ۱۹۷۰ - سم د شم
- ۱۹۷۱ - دیو دادلی در آلبوم می‌شه دیو دادلی واقعی آواز بخونه[۳۹]
- ۱۹۷۱ - جان موگنسن در تک‌آهنگ Søndag Morgen / Carsten Levin که شامل کاور دو ترانهٔ کریستوفرسون به زبان دانمارکی است.[۴۰]
- ۱۹۷۱ - جنیس جاپلین در آلبوم مروارید
- ۱۹۷۱ - جری لی لوئیس در آلبوم می‌شه یه فرصت دیگه بهم بدی؟[۴۱]
- ۱۹۷۱ - دوتی وست در آلبوم شنیدی؟... داتی وست[۴۲]
- ۱۹۷۱ - گریت‌فول دد در آلبوم مرده شکرگزار (جمجمه و گل‌های رز)[۴۳] که با سولوی گیتار محزون جری گارسیا همراهی می‌شود.[۱]
- ۱۹۷۱ - لورتا لین در آلبوم می‌خواهم آزاد باشم[۴۴]
- ۱۹۷۱ - الیویا نیوتن جان در آلبوم کاش برای تو نباشد[۴۵]
- ۱۹۷۱ - لالا هانسون ترانه را به‌زبان سوئدی و با عنوان «آنا و من» بازخوانی کرد. این نسخه در ۱۲ اکتبر ۱۹۷۱ به رتبهٔ پنجم جدول پرفروش‌ترین‌های سوئد رسید.[۴۶]
- ۱۹۷۲ - جانی کش در آلبوم در آستروکر. این آلبوم دربردارندهٔ قطعه‌هایی است که جانی کش به‌صورت زنده در زندان آستروکر سوئد اجرا کرد.[۴۷]
- ۱۹۷۲ - چارلی مک‌کوی در آلبوم چارلی مَک‌کوی[۴۸]
- ۱۹۷۲ - تلما هیوستون در آلبوم تلما هیوستون[۴۹]
- ۱۹۷۳ - جینی سی. رایلی
- ۱۹۷۳ - وایلون جنینگز
- ۱۹۷۳ - چت اتکینز در آلبوم تنها[۵۰]
- ۱۹۷۴ - لونی دانگن در آلبوم جلسهٔ لونی دانگن با لینمان[۵۱]
- ۱۹۷۴ - کورنلیس فریسوایک در آلبوم عسل زنبور بی‌عسل به زبان سوئدی و با نام «Jag Och Bosse Lidén".[۵۲]
- ۱۹۷۹ - جری جف واکر در آلبوم برای تغییر خیلی پیر است که به‌نوشتهٔ آل‌میوزیک اجرایی غیرعادی اما راضی‌کننده است.[۵۳]
- ۱۹۷۹ - جانا نانینی در آلبوم کالیفرنیا به زبان ایتالیائی و با عنوان «Lo E Bobby Mc Gee".[۵۴]
- ۱۹۸۰ - جون بایز در آلبوم زنده در کنسرت: تور اروپایی[۵۵]
- ۱۹۸۰ - واترلو اند رابینسون در آلبوم اغلب در فکر … به زبان آلمانی و با نام «Ich und Bobby McGee» این قطعه را کاور کرده‌اند.[۵۶]
- ۱۹۹۰ - هایوی‌من در آلبوم زنده:یاغی‌های آمریکایی[۵۷]
- ۱۹۹۵ - ملیسا آتریج در آلبوم نیرویی درون من[۵۸]
- ۱۹۹۹ - لیان رایمز در آلبوم لیان رایمز. به نوشتهٔ استیون تامس ارلواین در آل‌میوزیک نسخهٔ رایمز تقلیدیست از جنیس جاپلین و با وجود اجراهای خوب و حرفه‌ای کُل آلبوم، او در این قطعه کمی لَنگ می‌زند.[۵۹]
- ۱۹۹۹ - بارب یونر در آلبوم عریان[۶۰]
- ۲۰۰۲ - آن ماری در آلبوم زمزمه کانتری[۶۱]
- ۲۰۰۲ - جنیفر لاو هیوت در آلبوم برهنه عریان[۶۲]
- ۲۰۰۴ - پینک در آلبوم زنده در اروپا
- ۲۰۰۵ - دالی پارتن در آلبوم یاد آن روزها به‌خیر که بازخوانی قطعه‌های محبوب دههٔ ۶۰ و ۷۰ میلادی است.[۶۳]